# Patrice Tremblay
Pour les articles homonymes, voir Tremblay.
Patrice Tremblay (né le 26 janvier 1968 à Jonquière) est un joueur professionnel canadien de hockey sur glace qui évoluait en position d'ailier droit.

## Statistiques
| Saison    | Équipe                   | Ligue        |    | Saison régulière | Saison régulière | Saison régulière | Saison régulière | Saison régulière |    | Séries éliminatoires | Séries éliminatoires | Séries éliminatoires | Séries éliminatoires | Séries éliminatoires |
| Saison    | Équipe                   | Ligue        | PJ | B                | A                | Pts              | Pun              | PJ               | B  | A                    | Pts                  | Pun                  |                      |                      |
| 1985-1986 | Saguenéens de Chicoutimi | LHJMQ        | 65 | 10               | 17               | 27               | 8                | 9                | 2  | 4                    | 6                    | 6                    |                      |                      |
| 1986-1987 | Saguenéens de Chicoutimi | LHJMQ        | 70 | 76               | 80               | 156              | 34               | 19               | 22 | 16                   | 38                   | 22                   |                      |                      |
| 1987-1988 | Saguenéens de Chicoutimi | LHJMQ        | 68 | 72               | 75               | 147              | 83               | 6                | 4  | 5                    | 9                    | 6                    |                      |                      |
| 1988-1989 | Saguenéens de Chicoutimi | LHJMQ        | 70 | 67               | 70               | 137              | 100              |                  |    |                      |                      |                      |                      |                      |
| 1989-1990 | Université McGill        | SIC          | 36 | 30               | 25               | 55               | 64               |                  |    |                      |                      |                      |                      |                      |
| 1990-1991 | Université McGill        | SIC          | 33 | 27               | 25               | 52               | 54               |                  |    |                      |                      |                      |                      |                      |
| 1991-1992 | Université McGill        | SIC          | 37 | 29               | 39               | 68               | 58               |                  |    |                      |                      |                      |                      |                      |
| 1992-1993 | Jets de Viry-Châtillon   | Nationale 2  | 27 | 32               | 28               | 60               | 38               |                  |    |                      |                      |                      |                      |                      |
| 1993-1994 | Jets de Viry-Châtillon   | Nationale 1  | 20 | 17               | 12               | 29               | 30               | 3                | 4  | 3                    | 7                    | 8                    |                      |                      |
| 1994-1995 | Jets de Viry-Châtillon   | Élite        | 27 | 22               | 17               | 39               | 44               | 7                | 10 | 8                    | 18                   | 8                    |                      |                      |
| 1995-1996 | Jets de Viry-Châtillon   | Élite        | 28 | 27               | 7                | 34               | 18               | 5                | 5  | 2                    | 7                    | 6                    |                      |                      |
| 1996-1997 | Flammes bleues de Reims  | Nationale 1A | 31 | 126              | 17               | 43               | 42               | 8                | 6  | 4                    | 10                   | 12                   |                      |                      |